# Красный Синд
«Красный Синд» — филателистическое название первой стандартной почтовой марки провинции Синд (Британская Индия) 1852 года. Первая марка на азиатском континенте.

## Описание
Номинал ½ анны. Марка выпуклая, ярко-красного цвета, круглая. Для её печати использовались небольшие облатки с клеем, применяемые в качестве подложки для сургучной печати и для склейки писем. В центре марки находится традиционный товарный знак Ост-Индской компании, разделённый на три сегмента. Внутри них — три буквы «E. I. C.» (англ. «East India Company»), сверху цифра «4» (четыре стороны света), снизу — номинал марки ½ анны. Эмблему окружает стянутый пряжкой пояс с надписью англ. «Scinde District Dawk» («Почта округа Синд»). Слово «Dawk» означает «доставка почты эстафетным путём», то есть на перекладных.

## История
После аннексии провинции Синд Ост-Индская компания организовала на её территории свою администрацию. Комиссаром был назначен английский аристократ сэр Генри Бартл Фрер. В 1851 году он провёл реформу почтовой службы. Им был создан ряд постоянных линий связи с почтовыми станциями с широким штатом пеших и конных почтальонов. Будучи большим поклонником английского реформатора почтового дела сэра Роуленда Хилла, комиссар обратился в правительство Бомбея, которому подчинялась провинция Синд, за разрешением провести почтовую реформу в провинции. Однако ему ответили отказом, мотивируя это отсутствием денег в казне, и рекомендовали изыскать возможности на месте. Расценив такой ответ как предоставленную свободу действий, Фрер вместе с почтмейстером Карачи Лиисом Кофеем решили выпустить бумажные знаки почтовой оплаты. Марки были выпущены 1 июля 1852 года.

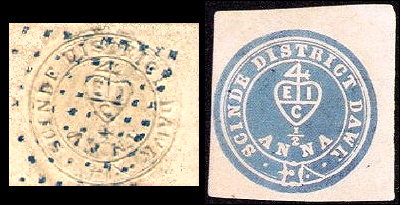
«Белый Синд»(Sc #A1) и «Голубой Синд»(Sc #A2)

Позднее выяснилось, что бумага, используемая для изготовления марок, слишком хрупкая, а круглая форма неудобна. Почтовые чиновники решили печатать марки на более эластичной белой бумаге. Однако практика показала, что знаки оплаты белого цвета терялись на белых конвертах, особенно при обработке писем в вечернее и ночное время. Тогда Б. Фрер решил заказать партию марок известной полиграфической фирме «Де-ла-Рю энд Ко» в Лондоне. Были отпечатаны выпуклые марки синего цвета.
В сентябре 1854 года по распоряжению генерал-губернатора Индии обращение марок провинции Синд было прекращено, оставшиеся экземпляры уничтожены. Почти одновременно в октябре того же года в Калькутте вышла первая серия марок с портретом королевы Виктории. Они использовались на всей территории Британской Индии.

## Филателистическая ценность
Хотя знаки почтовой оплаты Синда принадлежали одной провинции, они считаются первыми марками Индии и во всех каталогах значатся под номером 1.
В течение 1852—1854 годов почтовая служба Синда использовала несколько тысяч почтовых миниатюр, однако до сегодняшнего дня дошли единицы. Первый выпуск (красного цвета) долгое время был неизвестен в негашёном виде. Лишь при аукционной продаже коллекции Мориса Бурруса в 1963 году негашёный экземпляр впервые был представлен филателистам и тогда же продан за 1500 фунтов стерлингов. Позднее эта марка ещё несколько раз появлялась на аукционах, и в 1995 году в Сингапуре на аукционе в период выставки «Сингапур-95» сменила владельца за 100 000 сингапурских долларов. Пока это единственный известный негашёный экземпляр. В каталоге «Михель» за 2003 год она оценена в 100 000 евро. В гашёном виде марка оценена в 12 000 евро. Гашёные экземпляры обычно плохой сохранности.

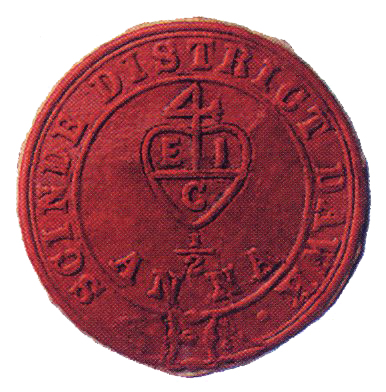
Негашёный экземпляр «Красного Синда»
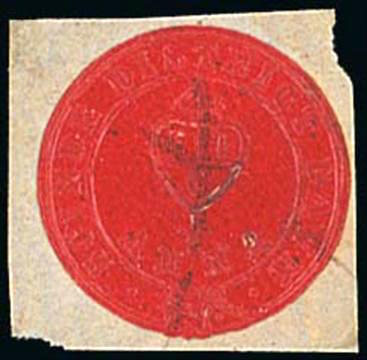
Экземпляр, погашенный пером крест-накрест